# فرانسيسكو فيتالي
فرانسيسكو فيتالي (بالإنجليزية: Francesco Vitali)‏ هو منتج أفلام أمريكي ويوناني، ولد في 20 يناير 1976 في أثينا في اليونان.

## وصلات خارجية
- فرانسيسكو فيتالي على موقع IMDb (الإنجليزية)

- الموقع الرسمي